# 17942 Whiterabbit
17942 Whiterabbit (1999 JG6) là một tiểu hành tinh vành đai chính được phát hiện ngày 11 tháng 5 năm 1999 bởi Y. Shimizu và T. Urata ở Đài thiên văn Nachi-Katsuura.